# Zwak priemgetal
Een zwak priemgetal, ook wel cijfergevoelig priemgetal (Engels: digitally delicate prime), is een priemgetal met als extra eigenschap dat, als één cijfer wordt veranderd, het resultaat een samengesteld getal is. Anders gezegd, er is geen ander priemgetal dat één cijfer van het zwak priemgetal verschilt.
De kleinste zwakke priemgetallen in het tientallig stelsel zijn:
294001, 505447, 584141, 604171, 971767, 1062599, 1282529, 1524181, 2017963, 2474431, 2690201, 3085553, 3326489, 4393139, ... 
Het eerste van deze zwakke priemgetallen 294001 is zwak omdat
094001, 194001, 394001, 494001, 594001, 694001, 794001, 894001, 994001
204001, 214001, 224001, 234001, 244001, 254001, 264001, 274001, 284001
290001, 291001, 292001, 293001, 295001, 296001, 297001, 298001, 299001
294101, 294201, 294301, 294401, 294501, 294601, 294701, 294801, 294901
294011, 294021, 294031, 294041, 294051, 294061, 294071, 294081, 294091
294000, 294002, 294003, 294004, 294005, 294006, 294007, 294008, 294009
allemaal niet priem zijn.
In het getalstelsel van elk grondtal zijn er oneindig veel zwakke priemgetallen en zij vormen een positief deel van alle priemgetallen. In het tientallig stelsel is bewezen dat een positief deel van alle priemgetallen een zwak priemgetal is met de extra aanname dat elk getal met oneindig veel nullen begint. Een concreet voorbeeld van een dergelijk priemgetal is echter niet gevonden.